# Leucania insularis
Leucania insularis là một loài bướm đêm trong họ Noctuidae.